# Matrice de Hessenberg
En algèbre linéaire, une matrice de Hessenberg est une matrice carrée qui est « presque » triangulaire. Pour être exact, dans une matrice de Hessenberg dite « supérieure », tous les éléments se trouvant en dessous de la première sous-diagonale (i.e., la diagonale en dessous de la diagonale principale) sont nuls, et dans une matrice de Hessenberg dite « inférieure », tous les éléments situés au-dessus de la première super-diagonale (i.e., la diagonale au-dessus de la diagonale principale) sont nuls,. Ces matrices tirent leur nom du mathématicien et ingénieur Karl Hessenberg.
Par exemple :
{\displaystyle {\begin{pmatrix}1&4&2&3\\3&4&1&7\\0&2&3&4\\0&0&1&3\\\end{pmatrix}}}
est une matrice de Hessenberg supérieure.
{\displaystyle {\begin{pmatrix}1&2&0&0\\5&2&3&0\\3&4&3&7\\5&6&1&1\\\end{pmatrix}}}
est une matrice de Hessenberg inférieure.

## Algorithmique
De nombreux algorithmes peuvent être accélérés lorsqu'ils s'appliquent à des matrices triangulaires, et cela s'applique généralement aussi bien aux matrices de Hessenberg. Les contraintes d'un problème d'algèbre linéaire ne permettent pas toujours de réduire convenablement une matrice quelconque en une matrice triangulaire (par exemple sur ℝ, une matrice carrée n'est pas toujours trigonalisable) ; la réduction vers une forme de Hessenberg est alors souvent la deuxième meilleure solution. La réduction de n'importe quelle matrice en une matrice de Hessenberg peut être réalisée en un nombre fini d'itérations (par exemple, à l'aide de l'algorithme de Householder). La réduction d'une matrice de Hessenberg vers une matrice triangulaire peut ensuite être réalisée à l'aide de méthodes itératives telles que la décomposition QR avec des décalages (shift en anglais). Réduire une matrice quelconque en une matrice de Hessenberg puis réduire cette dernière en une matrice triangulaire, plutôt que de réduire directement une matrice quelconque en une matrice triangulaire économise généralement les calculs nécessaires dans l'algorithme QR pour les problèmes de valeurs propres.

## Propriétés
Le produit d'une matrice de Hessenberg par une matrice triangulaire est une matrice de Hessenberg. Plus précisément, si A est une matrice de Hessenberg supérieure et T est une matrice triangulaire supérieure, alors AT et TA sont des matrices de Hessenberg supérieures.